# Kovács P. József
Kovács P. József (Budapest, 1941. július 4. –) Kazinczy-díjas magyar televíziós bemondó, műsorvezető, előadóművész.

## Pályája
A Horváth Mihály téri Általános Iskolába járt, ahol irodalomtanára Szabó Magda volt, aki nagy szerepet játszott abban, hogy Kovács P. József a művészi pályára lépett. Érettségi vizsgájának évében, 1959 tavaszán országos szavalóversenyt nyert, mely esemény a televíziózással is összehozta: élő műsorban szerepelt egy Ady-verssel, a Zsóka búcsúzójával. A Színház- és Filmművészeti Főiskolán kezdte felsőfokú tanulmányait (itt Fischer Sándor volt a beszédtechnika-tanára, aki később telefonon ajánlotta neki, hogy jelentkezzen a Magyar Televíziónál, ahol éppen bemondót kerestek), de egy éven belül átiratkozott az ELTE Bölcsészkarára. Tanulmányai során egyik alapító tagja volt az Universitas Együttes versmondó körének. 1962-ben került a Televízióhoz, pályafutása során a Magyar Rádióban is tevékenykedett mint műsorvezető. Számtalan gálaműsor, ünnepi hangverseny, vetélkedő konferansziéja, portréinterjúk riportere és irodalmi műsorok előadója volt. Évtizedekig a TV Híradó hírolvasó bemondója volt, az egyik legfelkészültebb kollégaként tartották számon, a nézőket mindig önálló gondolatokkal orientálta. Színészi tehetségét is megcsillogtatta az Optimizmus 1962 című tévéjátékban. Rendszeresen vállal fellépéseket mint hivatásos előadóművész és műsorvezető az ország különböző pódiumain. A Magyar Versmondók Egyesületének tagja.

## Filmográfia
- Egy katona megy a hóban (1965) (versmondó)
- Az űrkabin ablakából (1966) rend.: Konrád József
- Kismalacok (1966) (mesélő)
- Delta (1967) (Kudlik Júliával együtt) rend.: Konrád József
- Beszédművelés sorozat (1984) rend.: Füzessi Éva
- A virágnak megtiltani nem lehet (1981) rend.: Koltai Beáta
- 25 éves az MTV (1982) (riportalany)
- Ördög bújt a vonóba sorozat (1985) rend.: Koltai Beáta
- Egy szoknya egy nadrág (1989) rend.: Csenterics Ágnes
- Búcsú az Egyetemi Színpadtól (1991) (riportalany)
- A Víg özvegytől a Mosoly országáig (1991) rend.: Hajdú György
- Régi hangszerek mesterei (1994) rend.: Apró Attila
- Felejthetetlen századelő Hegedűs Gézával (1995) rend.: Komlós András

## Díjak, kitüntetések
- Kazinczy-díj (1985)
- MTV – életműdíj (2001)
- A Magyar Érdemrend lovagkeresztje (2021)[2]